# إسماعيل قرطال
إسماعيل قرطال (بالتركية: İsmail Kartal)‏ ويسمى أيضاً أراب إسماعيل (بالتركية: Arap İsmail)‏ وهو لاعب كرة قدم سابق ومدرب كرة قدم تركي حالياً ولد في يوم 15 يونيو 1961 في مدينة إسطنبول في تركيا، كان يلعب في مركز الظهير الأيمن ولعب مع نادي ساريير ونادي غازي عنتاب سبور ونادي فنربغشة ونادي دينيزليسبور ونادي نادي أضنة سبور ولعب مع منتخب تركيا لكرة القدم ولعب مع منتخب تركيا لكرة القدم ودرب أندية فنربغشة وكارديمير قره بسفور سبور ونادي سيفاسبور ومادرينسبور وملطاياسبور وأوردوسبور وألطاي إزمير وقونية أناضولو سلجوقسبور.

## روابط خارجية
- إسماعيل قرطال على موقع اتحاد تركيا (لاعب) (الإنجليزية)
- إسماعيل قرطال على موقع اتحاد تركيا (مدرب) (الإنجليزية)
- إسماعيل قرطال على موقع قاعدة بيانات كرة القدم.إي يو (الإنجليزية)
- إسماعيل قرطال على موقع ناشيونال فوتبول تيمز (الإنجليزية)
- إسماعيل قرطال على موقع Soccerway.com (الإنجليزية)
- إسماعيل قرطال على موقع عالم كرة القدم.نت (الإنجليزية)